# Sainte-Colombe-sur-Guette
Sainte-Colombe-sur-Guette ist eine französische Gemeinde mit 40 Einwohnern (Stand 1. Januar 2022) im Département Aude in der Region Okzitanien. Sie gehört zum Kanton La Haute-Vallée de l’Aude und zum Arrondissement Limoux. 
Die Gemeinde wird vom Flüsschen Aiguette durchquert. Nachbargemeinden sind Artigues im Nordwesten, Axat im Norden, Salvezines im Nordosten, Montfort-sur-Boulzane im Südosten, Mosset im Süden, Counozouls im Südwesten und Roquefort-de-Sault im Westen.

## Bevölkerungsentwicklung
| Jahr      | 1962 | 1968 | 1975 | 1982 | 1990 | 1999 | 2007 | 2015 |
| --------- | ---- | ---- | ---- | ---- | ---- | ---- | ---- | ---- |
| Einwohner | 102  | 86   | 70   | 64   | 58   | 57   | 46   | 48   |